# The Flash (tegneseriefigur)
 For alternative betydninger, se Lynet. (Se også artikler, som begynder med Lynet)
 For alternative betydninger, se The Flash. (Se også artikler, som begynder med The Flash)
Lynet (på engelsk kaldet The Flash) er en amerikansk tegneseriefigur i DC Comics' superhelteunivers. The Flash blev skabt i 1940 af Gardner Fox og Harry Lampert. Siden har mange forskellige forfattere og tegnere været involveret i serien.
Figuren havde sit eget serieblad i Danmark i 1968-1969, udgivet af Interpresse, og igen 1971-1972, udgivet af Williams Forlag. 
Figuren er også medlem af Justice League. 

## I andre medier
Figuren har også optrådt i andre medier, bl.a. blev der produceret en tv-serie med John Wesley Shipp, som blev sendt fra 20. september 1990 til 18. maj 1991 og i tv-serien fra 2014, er Grant Gustin i rollen som Flash.
Ezra Miller spiller The Flash i DC Extended Universe.